# Ріхард Абе
Ріхард Адольф Абе (нім. Richard Adolf Abé; 17 червня 1898, Вупперталь — ???) — німецький офіцер, оберст (полковник) вермахту (1 березня 1942). Кавалер Німецького хреста в сріблі.

## Біографія
17 лютого 1915 року поступив на службу в Німецьку імперську армію. Учасник Першої світової війни. 31 січня 1919 року поступив на службу в поліцію. 15 жовтня 1935 року поступив на службу у вермахт.
З 16 серпня 1939 року — командир 3-го батальйону 18-го гренадерського полку, з 17 листопада 1940 року - командир 18-го гренадерського полку. З 3 грудня 1942 року в резерві ОКГ. З 6 січня 1943 року — ад'ютант в штабі командування групи армій «D». 19 жовтня 1944 розпочав курс підготовки командира дивізії. З 5 листопада 1944 року у резерві ОКГ.

## Нагороди
- Залізний хрест 2-го і 1-го класу
- Почесний хрест ветерана війни з мечами
- Медаль «За вислугу років у Вермахті» 4-го, 3-го і 2-го класу (18 років)
- Застібка до Залізного хреста 2-го класу (7 грудня 1939)
- Застібка до Залізного хреста 1-го класу (13 червня 1940)
- Медаль «За будівництво оборонних укріплень» (1 липня 1940)
- Хрест Воєнних заслуг 2-го класу (15 листопада 1942)
- Хрест Воєнних заслуг 1-го класу  (1 вересня 1942)
- Німецький хрест в сріблі (25 вересня 1944)